# Colin Wilson
Colin Henry Wilson (Leicester, 26 de junho de 1931 — St Austell, 5 de dezembro de 2013) foi um  escritor inglês cuja notoriedade se deu primeiramente enquanto filósofo e novelista. Wilson escreveu extensamente dentro do gênero "Crime Real": gênero literário de não-ficção no qual o autor reconstitui e investiga através de uma narrativa um crime que de fato ocorreu. Durante sua vida publicou inúmeras biografias, novelas de terror, de ficção científica, e vários ensaios sobre religião, misticismo, psicologia, ocultismo, literatura, entre outros tópicos. Ele chamava sua filosofia de Novo Existencialismo ou Existencialismo Fenomenológico.

## Biografia
Nascido e criado em Leicester, Inglaterra, Wilson abandonou a escola aos 16 anos de idade. Trabalhou em fábricas e teve várias ocupações, enquanto lia em seu tempo livre. Victor Gollancz Ltd publicou então o livro The Outsider em 1956, do então jovem autor de apenas 24 anos; o longo ensaio analisa o papel social do "outsider" nas obras seminais de vários autores literários e nas de algumas personalidades da cultura. Entre eles estão Albert Camus, Jean-Paul Sartre, Ernest Hemingway, Hermann Hesse, Fiódor Dostoiévski, William James, T. E. Lawrence, Vaslav Nijinsky e Vincent van Gogh; Wilson discutia sua percepção da alienação social em suas obras. O livro tornou-se um best-seller e ajudou a popularizar o existencialismo na Grã Bretanha.
Na sinopse da orelha do livro se lê:

O Outsider é a obra seminal sobre criatividade, alienação e mentalidade moderna. Publicado pela primeira vez há trinta anos, fez de seu jovem autor o intelectual mais controverso da Inglaterra.

Wilson se associou aos "Angry Young Men" (Jovens Revoltados) da literatura britânica. Ele contribuiu com Declaração, uma antologia de manifestos escritos por autores ligados ao movimento, e escreveu uma popular brochura, Protest: The Beat Generation and the Angry Young Men. Alguns críticos viam Wilson e seus amigos Bill Hopkins e Stuart Holroyd como um sub-grupo dos "Angries", mais interessado em "valores religiosos" do que em política de esquerda e socialismo. Críticos de esquerda rapidamente os rotularam de fascistas; o comentarista da BBC Kenneth Allsop os chamava "os doadores de lei".

## Publicações
- The Outsider (1956)
- Religion and the Rebel (1957)
- "The Frenchman" (short story, Evening Standard 22 August 1957)
- The Age of Defeat (US title The Stature of Man) (1959)
- Ritual in the Dark (1960)
- Encyclopedia of Murder (with Patricia Pitman, 1961)
- Adrift in Soho (1961)
- "Watching the Bird" (short story, Evening News 12 September 1961)
- "Uncle Tom and the Police Constable" (short story, Evening News 23 October 1961)
- "He Could not Fail" (short story, Evening News 29 December 1961)
- The Strength to Dream: Literature and the Imagination (1962)
- "Uncle and the Lion" (short story, Evening News 28 September 1962)
- "Hidden Bruise" (short story, Evening News 3 December 1962)
- Origins of the Sexual Impulse (1963)
- The World of Violence (US title The Violent World of Hugh Greene) (1963)
- Man Without a Shadow (US title The Sex Diary of Gerard Sorme) (1963)
- "The Wooden Cubes" (short story, Evening News 27 June 1963)
- Rasputin and the Fall of the Romanovs (1964)
- Brandy of the Damned (1964; later expanded and reprinted as Chords and Discords/Colin Wilson On Music)
- Necessary Doubt (1964)
- Beyond the Outsider (1965)
- Eagle and Earwig (1965)
- Sex and the Intelligent Teenager (1966)
- Introduction to the New Existentialism (1966)
- The Glass Cage (1966)
- The Mind Parasites (1967)
- Voyage to a Beginning (1969)
- A Casebook of Murder (1969)
- Bernard Shaw: A Reassessment (1969)
- The Philosopher's Stone (1969) ISBN 978-0-213-17790-4
- The Return of the Lloigor (first published 1969 in the anthology Tales of the Cthulhu Mythos; revised separate edition, Village Press, London, 1974).
- Poetry and Mysticism (1969; subsequently significantly expanded in 1970)
- "The Return of the Lloigor" (short story in Tales of the Cthulhu Mythos, edited by August Derleth, 1969; later revised and published as a separate book)
- L'amour: The Ways of Love (1970)
- The Strange Genius of David Lindsay (with E. H. Visiak and J.B. Pick, 1970)
- Strindberg (1970)
- The God of the Labyrinth (US title The Hedonists) (1970)
- The Killer (US title Lingard) (1970)
- The Occult: A History (1971)
- The Black Room (1971)
- Order of Assassins: The Psychology of Murder (1972)
- New Pathways in Psychology: Maslow and the Post-Freudian Revolution (1972)
- Strange Powers (1973)
- "Tree" by Tolkien (1973)
- Hermann Hesse (1974)
- Wilhelm Reich (1974)
- Jorge Luis Borges (1974)
- Hesse-Reich-Borges: Three Essays (1974)
- Ken Russell: A Director in Search of a Hero (1974)
- A Book of Booze (1974)
- The Schoolgirl Murder Case (1974)
- The Unexplained (1975)
- Mysterious Powers (US title They Had Strange Powers) (1975)
- The Craft of the Novel (1975)
- Enigmas and Mysteries (1975)
- The Geller Phenomenon (1975)
- The Space Vampires (1976)
- Colin Wilson's Men of Mystery (US title Dark Dimensions) (with various authors, 1977)
- Mysteries (1978)
- Mysteries of the Mind (with Stuart Holroyd, 1978)
- The Haunted Man: The Strange Genius of David Lindsay (1979)
- "Timeslip" (short story in Aries I, edited by John Grant, 1979)
- Science Fiction as Existentialism (1980)
- Starseekers (1980)
- Frankenstein's Castle: the Right Brain-Door to Wisdom (1980)
- The Book of Time, edited by John Grant and Colin Wilson (1980)
- The War Against Sleep: The Philosophy of Gurdjieff (1980)
- The Directory of Possibilities, edited by Colin Wilson and John Grant (1981)
- Poltergeist!: A Study in Destructive Haunting (1981)
- Anti-Sartre, with an Essay on Camus (1981)
- The Quest for Wilhelm Reich (1981)
- The Goblin Universe (with Ted Holiday, 1982)
- Access to Inner Worlds: The Story of Brad Absetz (1983)
- Encyclopedia of Modern Murder, 1962-82 (1983)
- "A Novelization of Events in the Life and Death of Grigori Efimovich Rasputin," in Tales of the Uncanny (Reader's Digest Association, 1983; an abbreviated version of the later The Magician from Siberia)
- The Psychic Detectives: The Story of Psychometry and Paranormal Crime Detection (1984)
- [A Criminal History of Mankind] (1984), revised and updated (2005)
- Lord of the Underworld: Jung and the Twentieth Century (1984)
- The Janus Murder Case (1984)
- The Bicameral Critic (1985)
- The Essential Colin Wilson (1985)
- Rudolf Steiner: The Man and His Vision (1985)
- Afterlife: An Investigation of the Evidence of Life After Death (1985)
- The Personality Surgeon (1985)
- An Encyclopedia of Scandal. Edited by Colin Wilson and Donald Seaman (1986)
- The Book of Great Mysteries. Edited by Colin Wilson and Dr. Christopher Evans (1986)
- An Essay on the 'New' Existentialism (1988)
- The Laurel and Hardy Theory of Consciousness (1986)
- Spider World: The Tower (1987)
- Spider World: The Delta (1987)
- Marx Refuted - The Verdict of History, edited by Colin Wilson (with contributions also) and Ronald Duncan, Bath, (UK), (1987), ISBN 0-906798-71-X
- Aleister Crowley: The Nature of the Beast (1987)
- The Musician as 'Outsider'. (1987)
- The Encyclopedia of Unsolved Mysteries (with Damon Wilson, 1987)
- Jack the Ripper: Summing Up and Verdict (with Robin Odell, 1987)
- Autobiographical Reflections (1988)
- The Misfits: A Study of Sexual Outsiders (1988)
- Beyond the Occult (1988)
- The Mammoth Book of True Crime (1988)
- The Magician from Siberia (1988)
- The Decline and Fall of Leftism (1989)
- Written in Blood: A History of Forensic Detection (1989)
- Existentially Speaking: Essays on the Philosophy of Literature (1989)
- Serial Killers: A Study in the Psychology of Violence (1990)
- Spider World: The Magician (1992)
- Mozart's Journey to Prague (1992)
- The Strange Life of P.D. Ouspensky (1993)
- Unsolved Mysteries (with Damon Wilson, 1993)
- Outline of the Female Outsider (1994)
- A Plague of Murder (1995)
- From Atlantis to the Sphinx (1996)
- An Extraordinary Man in the Age of Pigmies: Colin Wilson on Henry Miller (1996)
- The Unexplained Mysteries of the Universe (1997) ISBN 0-7513-5983-1
- The Atlas of Sacred Places (1997)
- Below the Iceberg: Anti-Sartre and Other Essays (reissue with essays on postmodernism, 1998)
- The Corpse Garden (1998)
- The Books in My Life (1998)
- Alien Dawn (1999)
- The Devil's Party (US title Rogue Messiahs) (2000)
- The Atlantis Blueprint (with Rand Flem-Ath, 2000)
- Illustrated True Crime: A Photographic History (2002)
- The Tomb of the Old Ones (with John Grant, 2002)
- Spider World: Shadowlands (2002)
- Dreaming To Some Purpose (2004) - autobiography
- World Famous UFOs (2005)
- Atlantis and the Kingdom of the Neanderthals (2006)
- Crimes of Passion: The Thin Line Between Love and Hate (2006)
- The Angry Years: The Rise and Fall of the Angry Young Men (2007)
- Manhunters:Criminal Profilers & Their Search for the World's Most Wanted Serial Killers (2007)
- 'The Death of God' and other plays (edited by Colin Stanley) (2008)
- Super Consciousness (2009)
- Existential Criticism: selected book reviews (edited by Colin Stanley) (2009)

Trabalhos inéditos:
- The Anatomy of Human Greatness (non-fiction, written 1964; Maurice Bassett plans to publish this work electronically)
- Metamorphosis of the Vampire (fiction, written 1992-94)[8]